# Denis Lukyanov
Denis Lukyanov (né le 14 juillet 1989) est un athlète russe, spécialiste du lancer de marteau.

## Biographie
Son meilleur lancer est de 79,61 m à Moscou le 15 juillet 2013.
En raison de la suspension de la Russie pour dopage organisé, Denis Lukyanov n'a pu participer à des compétitions hors du territoire et a donc manqué les 3 rendez-vous internationaux de 2016 : les mondiaux en salle, les Championnats d'Europe et les Jeux olympiques de Rio. Fin 2016, il a déposé avec 47 autres athlètes une demande pour participer aux compétitions en tant qu'athlète neutre, mais cette demande lui a été refusée le 23 février 2017, comme 5 autres cas, parmi les 9 premiers étudiés (seules 3 demandes acceptées),.

## Palmarès
| Date | Compétition                          | Lieu      | Résultat | Marque  |
| ---- | ------------------------------------ | --------- | -------- | ------- |
| 2007 | Championnats d'Europe juniors        | Hengelo   | 5e       | 69,70 m |
| 2008 | Championnats du monde juniors        | Bydgoszcz | 10e      | 70,77 m |
| 2014 | Coupe d'Europe hivernale des lancers | Leiria    | 3e       | 74,11 m |
| 2018 | Championnats d'Europe                | Berlin    | 12e      | 71,71 m |

## Records
| Épreuve           | Performance | Lieu   | Date         |
| ----------------- | ----------- | ------ | ------------ |
| Lancer du marteau | 79,61 m     | Moscou | 15 juin 2013 |